# Hugo Hytönen
Hugo Hytönen (6 de enero de 1890-27 de diciembre de 1944) fue un actor y director teatral y cinematográfico finlandés.

## Biografía
Nacido en Jääski, en la actualidad parte de Rusia, sus padres eran Matti Hytönen y Eeva Sofia Ahonen. 
Hytönen trabajó como director en varios teatros de aficionados entre 1914 y 1921. Fue actor del Työväen Näyttämöllä de Oulu, del Työväen Teatteri de Víborg, del Teatro Näyttämö de la misma ciudad en 1921–1928, del Kansan Näyttämö de Helsinki en 1930–1932, y del Kansanteatteri de la capital 1933–1939, donde también dirigió. Dirigió el Kaupunginteatteri de Kajaani en 1914, y el Koiton Näyttämö de Helsinki en 1928–1930. 
Fuera del teatro, en el año 1940 completó la dirección de la película Miehen tie, la cual había iniciado Nyrki Tapiovaara y que se vio interrumpida al fallecer éste en la Guerra de invierno.
Hugo Hytönen fue actor de la productora cinematográfica Suomi-Filmi desde 1934 a 1939. En total rodó más de treinta largometrajes. En años posteriores fue conocido por participar en cintas de la serie dedicada a la familia Suominen. 
En sus últimos años Hytönen vivía en el edificio Lallukan taiteilijakoti, en Helsinki, lugar de residencia de numerosos artistas. Falleció en dicha ciudad en el año 1944, teniendo pendiente el rodaje de la película Anna Liisa. Su papel hubo de ser adoptado por el actor Yrjö Tuominen. La última película de Hytönen, Ristikon varjossa, se estrenó en 1945 a título póstumo. Fue padre del escritor y cantante Matti Kid Hytönen.

## Filmografía (como director)
- 1937 : Miehen kylkiluu
- 1940 : Miehen tie
- 1940 : Ketunhäntä kainalossa